# HK SL7半自動步槍
HK SL7是一款由德国槍械製造商黑克勒-科赫公司所设计及生產，以滾輪延遲反衝式槍機操作的運動用半自动步枪。發射7.62×51毫米北約口徑制式步枪子彈。

## 概述
它的設計目的，是用於方便培訓預備役和運動射擊用途。
SL7具有與使用在HK G3戰鬥步槍相同的滾輪延遲反衝式槍機閉鎖系統，是黑克勒-科赫在推出HK G36以前的輕武器的標誌性特色。只是把拉機柄改為位於槍身右邊並且改為向前摺疊式，和把手動保險設置在槍身左側、位於扳機護環和彈匣之間的上方。彈匣卡箏位於扳機護環內側、扳機前方，向前推即可將彈匣拆卸下來。SL7具有由旋轉屈光式鼓狀後照門及冠頂狀前準星所組成的機械瞄具系統，並且把前準星轉移至消焰器使瞄準基線的長度延長為655毫米（25.79英吋）。它亦可以採用黑克勒-科赫公司專有的HK 05式爪型瞄準鏡安裝座。機匣頂部已經整合了兩個長方形的凹槽以便安裝這個瞄準鏡座。
SL7仍然為了欧洲市場而生產，但已不再適用於進口到美国。

## 衍生型

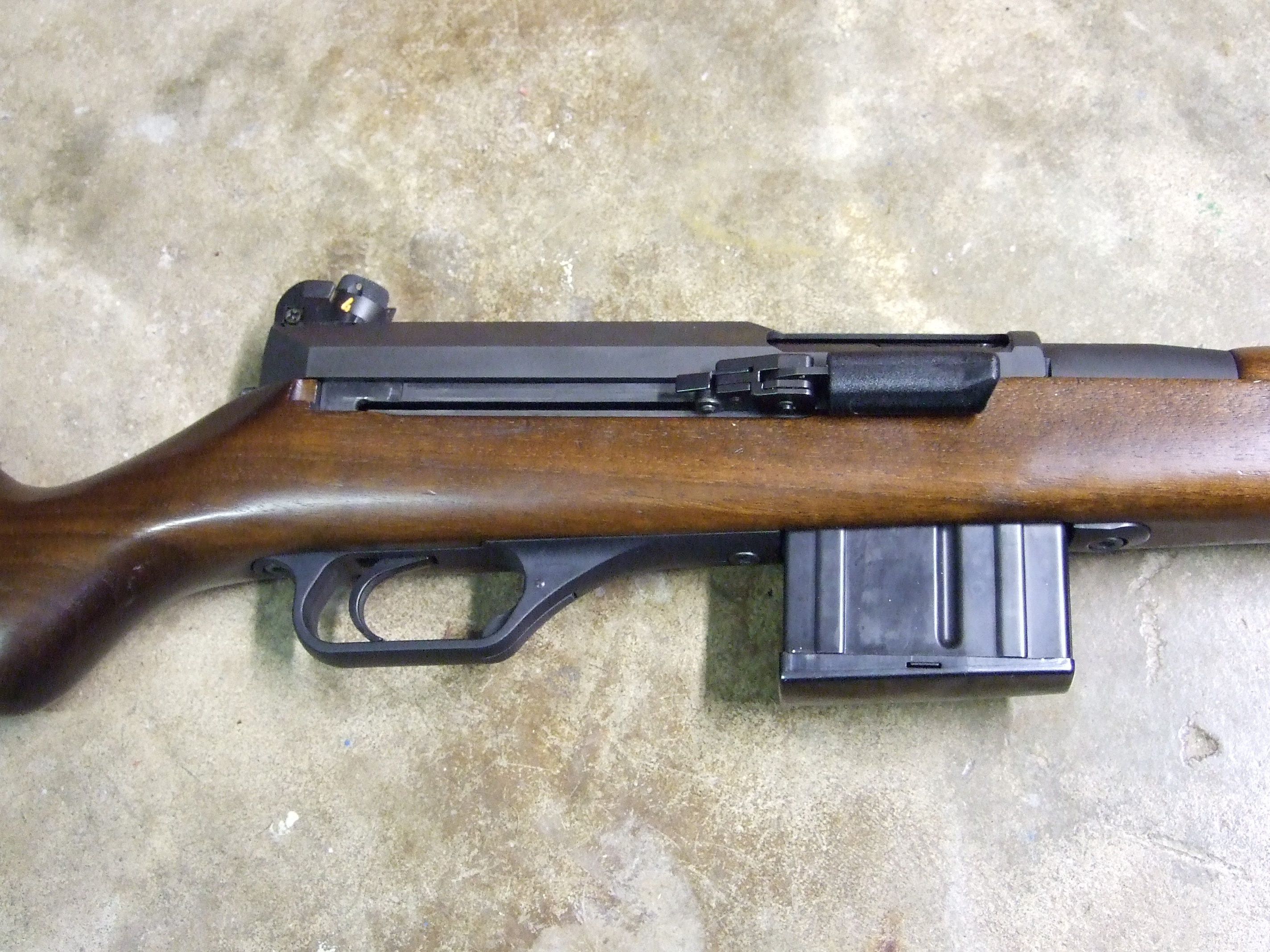
HK SL7的右側機匣及彈匣特寫。

### HK SL6
HK SL6是SL7的5.56×45毫米北約口徑版本。

### HK 770
HK 770是SL7的運動用途步枪版本。它移除了SL-7的木質護木，並且裝上了一根較長的槍管，開放式前方片狀。照門，以及運動型風格的槍托。

## 參見

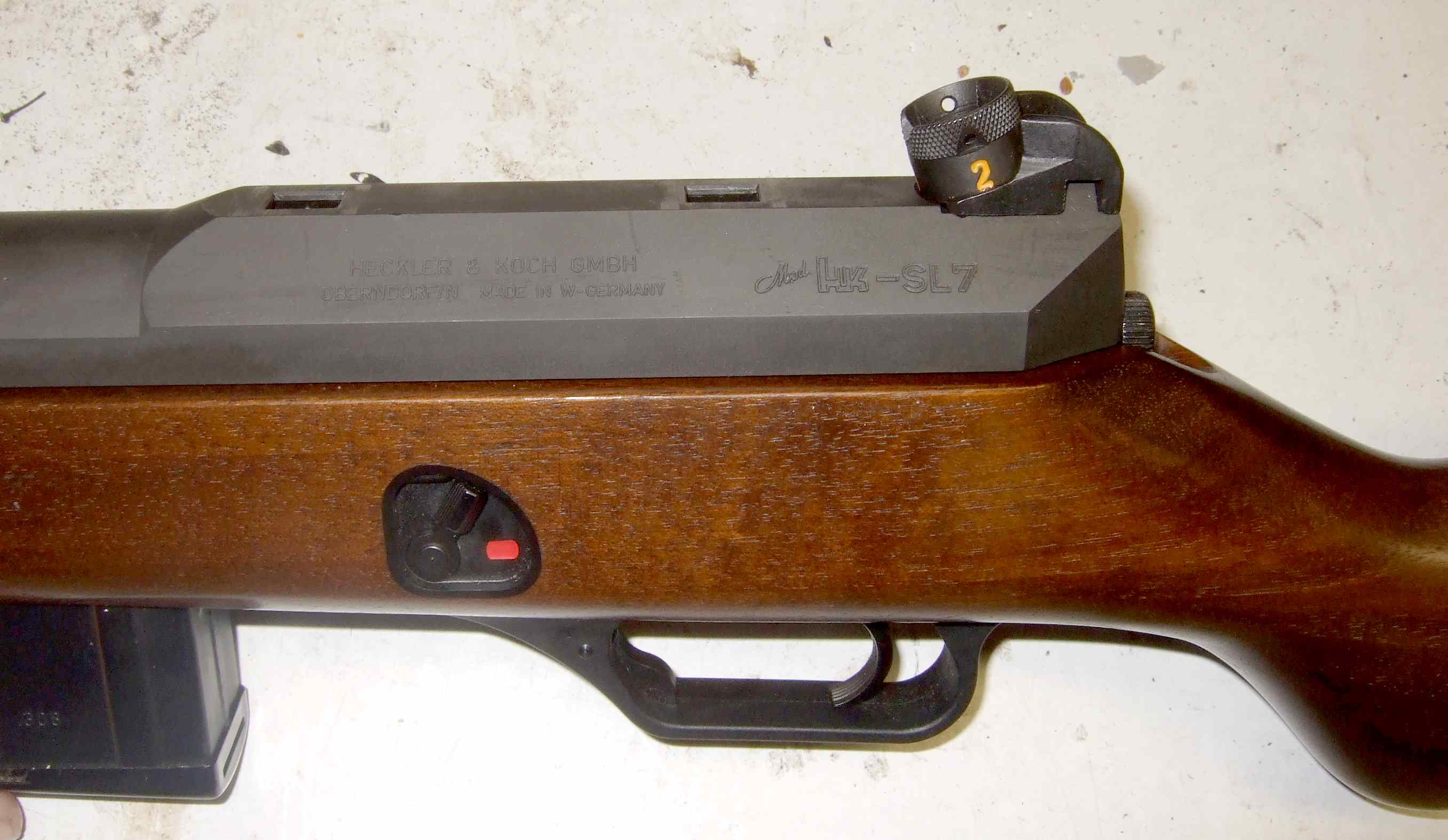
HK SL7的左側機匣及G3式鼓狀後照門特寫。

## 資料來源
1. 1 2  .   [2008-11-20]. （原始内容存档于2008-11-12）.
2. ↑  .   [2009-10-08]. （原始内容存档于2009-05-26）.
3. ↑  .   [2011-01-11]. （原始内容存档于2012-05-28）.

## 外部連結
- （英文）—Modern Firearms—Heckler-Koch SL-6 SL-7 rifles（页面存档备份，存于）
- （英文）—HKPRO—HK SL7（页面存档备份，存于）
- （英文）—HKPRO—HK 770（页面存档备份，存于）
- （英文）—Remtek—HK SL6/7（页面存档备份，存于）
- （简体中文）—D Boy Gun World（槍炮世界）—HK的运动步枪 （页面存档备份，存于）